# Homologno modelovanje
Homologno modelovanje, takođe poznato kao komparativno modelovanje proteina, je računarska izgradnja modela proteina sa atomskom rezolucijom počevši od aminokiselinskih sekvenci, i od eksperimentalne trodimenzionalne strukture srodnog homogenog protein ("šablona").
Homologno modelovanje se oslanja na identifikaciji jedne ili više poznatih proteinskih struktura za koje se smatra da nalikuju modelovanoj strukturi, i na pravljenju poravnanja koje mapira ostatake upitne sekvence na ostatake sekvencu šablona. Pokazano je da su proteinske strukture u većoj meri očuvane nego što be se očekivalo iz sekvenci homolognih proteina. Sekvence sa manje od 20% sličnosti sekvenci mogu da imaju veoma različite strukture.
Proteinske strukture su u većoj meri konzervirane od DNA sekvenci, i stoga merljive nivoi sličnosti sekvenci obično podrazumevaju znatnu strukturnu sličnost.
Kvalitet homolognih modela zavisi od kvaliteta poravnanja sekvenci i proteinskog šablona. Pristup može biti komplikovan prisustvom praznine u poravnavanju koji ukazuju na strukturni region prisutan u ciljnom proteinu, ali ne u šablonu, kao i strukturnim prazninama u šablonu koji proizlaze iz loše rezolucije kristalne strukture. Kvalitet modela opada sa smanjenjem identiteta sekvenci. Tipičan model ima ~1-2 Å odstupanje između poravnatih Cα atoma na 70% identiteta sekvenci, ali odstupanje 2-4 Å na 25% identiteta sekvenci. Međutim, greške su značajno više u regionima petlji, gde aminokiselinske sekvence proteina cilja i šablona mogu biti potpuno drugačije.